# Ronchi Calcio
L'Associazione Sportiva Dilettantistica Ronchi Calcio, nota semplicemente come Ronchi, è una società calcistica italiana con sede nella città di Ronchi dei Legionari, in provincia di Gorizia.
Milita in Promozione, sesta divisione del campionato italiano.

## Storia
L'A.S.D. Ronchi Calcio è una della squadre più rilevanti nel panorama del calcio dilettantistico del Friuli Venezia Giulia, tanto da partecipare a tre campionati di Serie C a metà degli anni quaranta.
Nel corso della propria storia la squadra amaranto-verde si divide fra il primo ed il secondo livello del campionato dilettantistico regionale, ad eccezione degli anni novanta in cui disputa dieci tornei consecutivi di Eccellenza, sfiorando l'accesso in Serie D.
Nelle ultime stagioni il Ronchi è risalito dalla Seconda Categoria al campionato di Eccellenza, dove attualmente milita.
Il 23 aprile 2017 il Ronchi vince sotto la guida di Fabio Franti il suo primo campionato in 72 anni e, vincendo con il Trieste Calcio per 2-0, ritorna in Eccellenza con una giornata di anticipo, dove mancava da sedici anni.

## Stadio
Il Ronchi Calcio disputa le proprie gare interne presso lo stadio comunale polisportivo "Alfredo Lucca" in via Aeroporto, la cui capienza sulle tribune è di 800 persone, in gestione alla società. Altre 300-400 possono seguire le partite dal parterre ai lati della tribuna e in zona bar coperta.
Il terreno di gioco è in erba naturale, rifatto nell'estate 2016, completo di impianti di irrigazione centralizzato sotterraneo. Non è dotato di impianto di illuminazione per vincoli aeroportuali seppur da qualche anno non più in vigore.
All'interno dello stadio vi sono due campi di allenamento, omologati per gare giovanili,di cui uno a sette, nonché della "gabbia" campo a sette in erba racchiuso su tutti i lati e dotato di impianto di illuminazione.
La società inoltre ha in gestione dal Comune un secondo campo in erba naturale, denominato "Sandro Brunner" in via Granatieri nel rione di Vermegliano, dotato di impianto di illuminazione, sul quale giocano alcune squadre giovanili del Ronchi Calcio, nonché si svolgono gli allenamenti della prima squadra. È dotato di tribuna scoperta della capienza di 100 spettatori, più una struttura telonata coperta fissa in cui vi possono stare circa 200 persone.

## Palmarès

### Competizioni regionali
- Promozione: 1

2016-2017 (girone B)

### Altri piazzamenti
- Eccellenza:

Terzo posto: 1992-1993
- Promozione:

Terzo posto: 1989-1990, 2001-2002 (girone B)
- Coppa Italia Dilettanti Friuli-Venezia Giulia:

Finalista: 1992-1993
Semifinalista: 1991-1992